# داني اولسن
داني اولسن (بالدنماركية: Danny Olsen)‏ (11 يونيو 1985 في الدنمارك - ) هو لاعب كرة قدم دانمركي في مركز الوسط. شارك مع منتخب الدنمارك تحت 19 سنة لكرة القدم ومنتخب الدنمارك تحت 21 سنة لكرة القدم وDenmark League XI ‏ ومنتخب الدنمارك لكرة القدم. أما مع النوادي، فقد لعب مع آرهوس جمناستيك فورينينغ ونادي كوبنهاغن ونادي ميتييلاند ونادي نوردشيلاند وAkademisk Boldklub ‏.

## مسيرته الكروية
لعب داني اولسن خلال مسيرته الاحترافية مع 5 أندية في ثمانية عشر موسمًا وسجل خلالها 60 هدف ضمن 339 مباراة. ولم يفز بأي موسم بالكأس أو بالدوري.
خاض داني اولسن مسيرته مع نادي أوبه في موسم 2003–04 ولمدة موسمين، مشاركًا في 13 مباراة سجل خلالها هدفًا واحدًا. ثم انتقل إلى نادي نوردشيلاند في موسم 2005–06 ولمدة موسمين، حيث شارك في 29 مباراة سجل خلالها 10 أهداف. لينتقل بعدها إلى نادي ميتييلاند في موسم 2006–07 ليلعب معه ثمانية مواسم، مشاركًا في 177 مباراة سجل خلالها 33 هدفًا. ثم انتقل إلى نادي آرهوس جمناستيك فورينينغ في موسم 2013–14 ليلعب معه أربعة مواسم، مشاركًا في 86 مباراة سجل خلالها 16 هدفًا. هذا وانتقل لاحقًا إلى Hobro IK ‏ في موسم 2017–18 ولمدة موسمين، مشاركًا في 34 مباراة ولم يسجل أي هدف.

## وصلات خارجية
- داني اولسن على موقع قاعدة بيانات كرة القدم.إي يو (الإنجليزية)
- داني اولسن على موقع ناشيونال فوتبول تيمز (الإنجليزية)
- داني اولسن على موقع Soccerway.com (الإنجليزية)